# La Cuesta (Otuzco)
La Cuesta es una localidad peruana capital del Distrito de La Cuesta de la Provincia de Otuzco en el Departamento de La Libertad. Se ubica aproximadamente a unos 47 kilómetros al este de la ciudad de Trujillo.